# کامیل واسکز
کامیل واسکز (انگلیسی: Camille Vasquez؛ زادهٔ ۶ ژوئیهٔ ۱۹۸۴) یک وکیل آمریکایی است که بیشتر به خاطر وکالت بازیگر جانی دپ در پرونده افترای او در برابر همسر سابقش امبر هرد شناخته شده‌است.

## اوایل زندگی
واسکز در سانفرانسیسکو، کالیفرنیا از پدر و مادری کوبایی و کلمبیایی، لئونل واسکز و ماریا ماریلیا پوئنتس به دنیا آمد. او مدرک کارشناسی خود را از دانشگاه کالیفرنیای جنوبی در سال ۲۰۰۶ دریافت کرد. در سال ۲۰۱۰، او دکترای حقوقی خود را از دانشکده حقوق جنوب غربی در لس آنجلس، کالیفرنیا اخذ کرد.

## حرفه
حرفه حقوقی واسکز بر روی دعوی و داوری به ویژه روی شاکیان دعاوی افترا متمرکز شده‌است. او از سال ۲۰۲۲ به عنوان یک دستیار در دفتر کالیفرنیای جنوبی شرکت براون رودنیک فعالیت می‌کند. واسکز وکالت جانی دپ را در پرونده‌هایی علیه وکیل و مدیر تجاری سابقش و سپس در دعوای افترا علیه همسر سابقش، امبر هرد، بر عهده داشت. او به خاطر محاکمهٔ دپ در برابر هرد مورد توجه قرار گرفت. این محاکمه که به صورت زنده پخش شد، بینندگان گسترده‌ای را در سراسر جهان دریافت کرد. در نتیجه، گوگل ترندز به افزایش قابل توجهی در جستجوهای نام او اشاره کرد، و هشتگ نام او بیش از ۹۸۰ میلیون لایک در پلتفرم اشتراک‌گذاری ویدیو تیک‌تاک دریافت کرد.
واسکز و بنجامین چو، شرکای براون رادنیک، قرار است شهادت‌ها و مصاحبه‌هایی را برای دنباله‌ای از فیلم مستند ۲۰۲۱ از برادران وارنر دیسکاوری با عنوان جانی در برای امبر ارائه دهند.